# Hromadske
Hromadske（直译：「公共（的）」）是乌克兰的数字广播电台，在2013年6月由15名记者宣布成立，于2013年11月22日开始运营。注册非政府组织